# Long Nguyên
Long Nguyên là một phường thuộc Thành phố Hồ Chí Minh, Việt Nam.

## Địa lý
Xã Long Nguyên nằm ở phía tây của huyện Bàu Bàng, có vị trí địa lý:
- Phía bắc giáp huyện Dầu Tiếng và thị trấn Lai Uyên
- Phía đông giáp xã Lai Hưng
- Phía nam giáp thành phố Bến Cát
- Phía tây giáp huyện Dầu Tiếng.

Xã Long Nguyên có diện tích 75,41 km², dân số năm 2021 là 18.385 người, mật độ dân số đạt 243 người/km².

## Hành chính
Xã Long Nguyên được chia thành 12 ấp: Trảng Lớn, Nhà Mát, Long Thành, Hố Muôn, Long Bình, Sa Thêm, Suối Tre, Bến Sắn, Mương Đào, Bà Phái, Long Hưng, Bưng Thuốc.

## Giao thông
Xã Long Nguyên có đường tỉnh 749 chạy qua theo hướng Bắc - Nam.